# Регион Сомали
Регион Сомали је један од етничких региона Етиопије. Главни град региона је Џиџига. Већинско становништво региона чине етнички Сомалци, а већинска религија је ислам.